# Centrochthonius sichuanensis
Centrochthonius sichuanensis es una especie de arácnido  del orden
Pseudoscorpionida de la familia Chthoniidae.

## Distribución geográfica
Se encuentra en  Sichuan (China).